# (52) Europa
(52) Europa es un asteroide que forma parte del cinturón de asteroides y fue descubierto por Hermann Mayer Salomon Goldschmidt el 4 de febrero de 1858 desde París, Francia. Está nombrado por Europa, un personaje de la mitología griega.

## Características orbitales
Europa está situado a una distancia media de 3,094 ua del Sol, pudiendo acercarse hasta 2,761 ua y alejarse hasta 3,428 ua. Tiene una excentricidad de 0,1077 y una inclinación orbital de 7,483°. Emplea en completar una órbita alrededor del Sol 1988 días.